# Пскемски хребет
Пскемският хребет (на узбекски: Piskom tizmasi, на киргизки: Пскем кырка тоосу) е планинска верига в западната част на планината Тяншан, разположен на територията на Киргизстан (Джалалабадска област) и Узбекистан (Ташкентска област).
Простира се от североизток на югозапад на протежение от 160 km, между реките Пскем на северозапад и Чаткал на югоизток (съставящи на Чирчик, десен приток на Сърдаря). На североизток чрез прохода Токмак Салди (3627 m) се свързва с хребета Таласки Алатау. Северозападно и успоредно на него е разположен Угамския, а югоизточно – Чаткалския хребет. Максимална височина има връх Аделунга 4301 m (42°09′19″ с. ш. 71°00′44″ и. д. / 42.155278° с. ш. 71.012222° и. д.), разположен в североизточната част на хребета, в Ташкентска област. Изграден е основно от варовици, шисти и гранити. На северозапад текат къси и бурни леви притоци (Акапчигай, Бештор, Ихначсай и др.) на Пскем, а на югоизток – къси и бурни десни притоци (Джарти Суу, Каракорум, Чукур Суу, Коксу и др.) на Чаткал. Склоновете му са покрити със субалпийски и алпийски пасища, а долните им части и по долините на реките се срещат редки гори от арча, тополи и храсти.

## Топографска карта
- К-42-Б М 1:500000[2]
- К-42-Г М 1:500000[3]